# António Sebastião Spínola
António Sebastião Spínola GOC (Machico, Porto da Cruz, 13 de Julho de 1875 - 19 de Março de 1956) foi um político português.

## Família
Filho de António Sebastião Spínola (Porto da Cruz, Machico, 2 de Março de 1845 - ?), Proprietário na Ilha da Madeira, e de sua mulher (Machico, Porto da Cruz, 18 de Maio de 1874) Maria José da Silva (Machico, Porto da Cruz, 18 de Outubro de 1854 - ?). Sobrinho de Jesuíno José Spínola (portanto, irmão do avô de António de Spínola).

## Biografia
Inspetor-Geral de Finanças, Chefe de Gabinete do Ministro das Finanças Prof. António de Oliveira Salazar e depois do Ministro Prof. João Pinto da Costa Leite (Lumbrales), 4.º Conde de Lumbrales, Conselheiro e Administrador da Fundação da Casa de Bragança, etc.
Agraciado com o grau de Grande-Oficial da Ordem Militar de Cristo a 12 de Julho de 1945, sendo na altura Inspetor-Chefe.

## Casamento e descendência
Casou primeira vez no Funchal, São Pedro, 6 de Setembro de 1902) com Maria Gabriela Alves Ribeiro (Funchal, São Pedro, 14 de Junho de 1884 - ?), filha de Francisco Antonio Rivera y Amigo (Pontevedra, Santiago de Covelo, 1855 - ?), Comerciante no Funchal, onde viveu, e de sua mulher (Funchal, Sé, 20 de Novembro de 1880) Virgínia Alves (Funchal, Sé, 1860 - ?). Foram pais de António Sebastião Ribeiro Spínola.
Era primo em primeiro grau (grau de parentesco) de Jesuíno Spínola (Machico, Madeira), casado com Carolina dos Santos (Machico, Madeira). Visto que o General António de Spínola não teve filhos, a descendência atual conta com os netos de Jesuíno Spínola, e os seus bisnetos, alguns de naturalidade/nacionalidade inglesa.